# ディベヒ語
ディベヒ語（ディベヒご、ディベヒ語: ދިވެހި）は、インド・ヨーロッパ語族に属する言語。話者数はおよそ30万人。モルディブ共和国の公用語でモルディブ周辺のミニコイ島にも話者がいる。

## 概要
ディベヒ語はスリランカと地理的な近さからシンハラ語の影響を多く受け、現代ディベヒ語の構築には英語、ヒンディー語、フランス語、ペルシャ語、ポルトガル語なども影響している。シンハラ語とともにインド語派の中でも最南部で話されているグループであり、他の言語にはない特徴を持っていることから、この2つの言語はもともと同じで、後から分岐したのではないかと推測されている。1700年頃までは左から書かれていたが、モルディブでのイスラム教の普及に伴いアラビア語の影響を受けて徐々に右からになった。20世紀前半からは公用文章も右からになり、1960年代には孤島に残っていた左書きの使用者が絶えてしまった。
モルディブおよびその周辺は北から南へ広範囲に渡って島が点在しているため各島の方言差は大きく、北の人が南の方言を聞いても全く理解できないという。

## 言語名別称
- モルディブ語
- マルディブ語
- モルジブ語
- Dhivehi
- Divehi
- Divehi Bas
- Divehli
- Mali
- Malikh
- Malki

## 文法

### 文字
文字の配列はかつて
ހ ށ ނ ރ ބ ޅ ކ އ ވ މ ފ ދ ތ ލ ގ ޱ ސ ޑ ޝ ޒ ޓ ޏ ޔ ޕ ޖ ޗ
の順であったが、現在は
ހ ށ ނ ރ ބ ޅ ކ އ ވ މ ފ ދ ތ ލ ގ ޏ ސ ޑ ޒ ޓ ޔ ޕ ޖ ޗ
となっている。
モハメッド・アミン・ディディ（モルディブの初代大統領）の統治期間中に、ޱ の文字は ޏ に置きかえられ、また ޝ の文字は thikijehi-Thaana（点つきターナ文字）のうちのひとつとみなされた。

### 形態論

#### 名詞形態論
ディベヒ語の名詞類 (nominal) の体系には、品詞として名詞・代名詞・形容詞・数詞が含まれる。

##### 名詞
ディベヒ語の名詞は定性・数・格に応じて屈折する。定性は定 (definite)・不定 (indefinite)・非特定 (unspecified) のいずれかをとりうる。数は単数または複数。格は直格 (direct case, 主格と対格を兼ねる)、属格、与格、処格、奪格、具格、共格 (sociative) の7つである。
名詞に文法性はないが、人間か人間以外かによって分かれており、複数形の作りかたなどに違いがある。たとえば anhen, 複 anhen-un「女」、kakuni, kakuni-tak「蟹」、gas, gas-tak「木」。

##### 数詞
ディベヒ語は2通りの数詞体系を用いている。いずれも 30 までは同一であるが、30 以降では、一方の体系は一の位の数詞語幹を十の位の前に置く（たとえば eh-thirees「31＝1と30」）のに対して、もう一方は十の位の語幹を一の位の数詞と組みあわせる（たとえば thirees-ekeh「31＝30 + 1」）。また後者の体系では十の倍数 70, 80, 90 について数詞を十にかけたものを使うが、fas dholhas「60」は 5 × 12 であって、これははるかに古くほとんど消失してしまった十二進法に由来している。

#### 動詞形態論
ディベヒ語の動詞の体系は能動動詞 (active)・使役動詞 (causative)・無意志動詞 (involitive, または自動詞 intransitive) のあいだの派生関係によって特徴づけられている。

### 語順
ディベヒ語の語順は英語ほど堅固ではなく、文中における語順の変更によって意味の微妙な違いを伝えうる。市場で魚を求めるとき、mashah「私に」、mas「魚」、vikkaa「売る」という単語を使うとすると、以下の語順のいずれにも意味を変えずに並べうる：
mashah mas vikkaa.
mas mashah vikkaa.
mas vikkaa mashah.
mashah「私に」という語は文脈から明らかであれば落としてもよい。

### 借用語
ディベヒ語の話者は日常会話において多くの言語からの借用語を非常に大量に用いている。借用語使用の程度はその言語との接触の度合に応じて話者によりさまざまである。したがって、英語の教育を受けた人はより多数の英単語を、一方で英語とほとんどまたはまったく接触していない平均的な話者はほんの少数だけを使う傾向にあることになろう。採用された若干の単語はすでに深くディベヒ語の一部と化しており、ほかの単語をもっては代えがたく思われるほどである。
借用語がディベヒ語のなかに同化するしかたはさまざまである。これはその借用語が人・物・行為のいずれを表すかによっている。

#### 人を表す単語
借用語が人を指す場合、以下の接尾辞が用いられうる：
- u または接尾辞なし：単数かつ定
- eh：不定
- un：複数

「ウェイター」（英 waiter, ディベヒ語 veitar）の場合：
+ u = veitaru (the waiter)
+ eh = veitareh (a waiter)
+ un = veitarun (waiters)
この種の一般的な単語のうちには以下のようなものがある：
actor (ektaru),
agent (ejentu),
ambassador (embesedaru),
architect (aakitektu),
bodyguard (bodeegaadu),
cashier (keyshiyaru),
director (direktaru, dairektaru),
doctor (daktaru),
driver (duraivaru),
guard (gaadu),
inspector (inispektaru),
manager (meneyjaru),
minister (ministaru),
operator (opareytaru),
producer (purodiusaru),
sergeant (saajentu),
servant (saaventu)

#### 物を表す単語
借用語が物を指す場合、接尾辞は
- u：単数かつ定
- eh：単数かつ不定
- uthah：複数

「自動車」（英 car, ディベヒ語 kaar）の場合：
+ u = kaaru (the car)
+ eh = kaareh (a car)
+ uthah = kaaruthah (cars)
この種の一般的な単語のうちには以下のようなものがある：
bicycle (baisikalu),
bill (bilu),
cable (keybalu),
cake (keyku),
coat (koatu),
counter (kauntaru),
parcel (paarisalu/paarusalu),
ticket (tiketu)

#### 行為を表す単語
借用語がある種の行為を指す場合、それが意図的になされたものならばその後ろに kure（現在）、kuranee（現在継続）、koffi（現在完了）、kuri（過去）、kuraane（未来）を付す。それが意図せずもしくは受動的に起こったことであれば ve（現在）、vanee（現在継続）、vejje（現在完了）、vi（過去）、vaane（未来）を付す。たとえば kensal「キャンセルする」について言うと
kensal + kure = キャンセルする
kensal + kuranee = キャンセルしている
kensal + koffi = キャンセルしてある／した
kensal + kuri = キャンセルした
kensal + kuraane = キャンセルするだろう
kensal + vanee =（それ自身で）キャンセルしている i.e. キャンセルされている
kensal + vejje =（それ自身で）キャンセルした i.e. キャンセルされた
kensal + vaane =（それ自身で）キャンセルするだろう i.e. キャンセルされるだろう
ほかの例：
book (buk) kuranee = booking
develop (divelop) kuranee = developing

## 敬語
ディベヒ語には3つの敬語レベルがあり、最も高い maaiy bas は王族や上流階級に対して、あるいはその間で使用され、一般的にテレビ放送はこの語体を用いている。2番目の語体 reethi bas は一般人の間で親、先生、上司など目上の人に対して用いる。3番目の aadhaige bas と言われるものはいわゆるぞんざい言葉で、友人や目下に対して使われる。

## 挨拶
ディベヒ語には日本語の「こんにちは」「おはようございます」のような出会ったときの挨拶が存在せず、軽く眉を上げるもしくは調子はどうかと尋ねるのみである。別れの挨拶は存在する。

## 表記
表記には母音記号を使用する独特のターナ文字を使用し、単語ごとに分かち書きをする。またかつてはブラーフミー系文字であるディヴェス・アクル文字を使用していた。